# Garm Khāneh
Garm Khāneh (persiska: گَرمخانِه, كَرمَخَن, قَرمَخَن, گرم خانه, Garmkhāneh) är en ort i Iran.   Den ligger i provinsen Ardabil, i den nordvästra delen av landet, 300 km nordväst om huvudstaden Teheran. Garm Khāneh ligger 1 672 meter över havet och antalet invånare är 167.
Terrängen runt Garm Khāneh är kuperad. Runt Garm Khāneh är det ganska glesbefolkat, med 38 invånare per kvadratkilometer. Närmaste större samhälle är Khalkhāl, 13,4 km nordost om Garm Khāneh. Trakten runt Garm Khāneh består i huvudsak av gräsmarker.